# Podoł (obwód kurski)
Podoł (ros. Подол) – chutor w zachodniej Rosji, w sielsowiecie biełowskim rejonu biełowskiego w obwodzie kurskim.

## Geografia
Miejscowość położona jest nad rzeką Bobrawa, 11 km od centrum administracyjnego sielsowietu biełowskiego i całego rejonu Biełaja, 88,5 km od Kurska.
W granicach miejscowości znajduje się 21 domostw.

## Demografia
W 2010 r. miejscowość liczyła sobie 28 mieszkańców.